# Helicia platyphylla
Helicia platyphylla är en tvåhjärtbladig växtart som beskrevs av Herman Otto Sleumer. Helicia platyphylla ingår i släktet Helicia och familjen Proteaceae. Inga underarter finns listade i Catalogue of Life.